# Ertuğrul Ergezen
Ertuğrul Ergezen (ur. 20 lipca 1978 r.) – turecki bokser kategorii ciężkiej, brązowy medalista Mistrzostw Europy z Puli, olimpijczyk z Aten.

## Kariera amatorska
W 2004 r., Ergezen wystartował na Mistrzostwach Europy w Puli, gdzie w kategorii ciężkiej zdobył brązowy medal. W 1/16 finału, turecki bokser wyeliminował Cypryjczyka Costasa Filippou, zwyciężając na punkty (31:20). W 1/8 finału rywalem Turka był bokser z Armenii Marat Tovmasyan. Ergezen zwyciężył na punkty (29:7), przechodząc do ćwierćfinału. W ćwierćfinale pokonał Anglika Davida Dolana, co zapewniło mu brązowy medal na ME i udział na Igrzyskach Olimpijskich w Atenach. W walce o finał, Ergezen uległ walkowerem Białorusinowi Wiktorowi Zujewowi. Podczas Igrzysk Olimpijskich w pierwszej swojej walce zmierzył się z Wenezuelczykiem Wilmerem Vásquezem, z którym przegrał walkowerem.

## Kariera zawodowa
Na zawodowym ringu zadebiutował w 2005 r. W tym roku stoczył 4 walki, wszystkie zwyciężył, ale więcej razy nie wyszedł do ringu.

## Walki olimpijskie 2004 - Ateny
| Runda | Przeciwnik     | Wynik | klasyfikacja |
| ----- | -------------- | ----- | ------------ |
| 1     | Wilmer Vásquez | WO    | 17 T         |